# Laurence Halsted
Laurence Halsted (Londra, 22 maggio 1984) è uno schermidore britannico.

## Biografia
Ha conquistato una medaglia d'argento ai campionati europei di scherma nel 2008 ed una medaglia di bronzo nel 2009 nella gara di fioretto individuale.
È figlio dello schermidore Nicholas Halsted.

## Palmarès
In carriera ha conseguito i seguenti risultati:
- Europei di scherma

Kiev 2008: argento nella fioretto individuale.
Plovdiv 2009: bronzo nella fioretto individuale.
Lipsia 2010: bronzo nel fioretto a squadre.
Toruń 2016: bronzo nel fioretto a squadre.